# Jake Milford Trophy
Il Jake Milford Trophy è stato un premio annuale assegnato dal 1968 al 1984 dalla Central Hockey League al miglior allenatore della stagione. Il trofeo fu chiamato così in onore di Jake Milford, dirigente sportivo e general manager dei Los Angeles Kings e dei Vancouver Canucks, formazioni della National Hockey League.

## Vincitori
| Stagione | Giocatore         | Squadra                 |
| -------- | ----------------- | ----------------------- |
| 1968-69  | John McLellan     | Tulsa Oilers            |
| 1969-70  | Marcel Pronovost  | Tulsa Oilers            |
| 1970-71  | Fred Shero        | Omaha Knights           |
| 1971-72  | Bobby Kromm       | Dallas Black Hawks      |
| 1972-73  | Fred Creighton    | Omaha Knights           |
| 1973-74  | Gerry Moore       | Oklahoma C. Blazers     |
| 1974-75  | Jack Evans        | Salt Lake Golden Eagles |
| 1975-76  | Orland Kurtenbach | Tulsa Oilers            |
| 1976-77  | John Choyce       | Fort Worth Texans       |
| 1977-78  | Bill MacMillan    | Fort Worth Texans       |
| 1978-79  | John Muckler      | Dallas Black Hawks      |
| 1978-79  | Jack Evans        | Salt Lake Golden Eagles |
| 1979-80  | Jack Evans        | Salt Lake Golden Eagles |
| 1980-81  | Dan Belisle       | Dallas Black Hawks      |
| 1981-82  | Fred Creighton    | Indianapolis Checkers   |
| 1982-83  | Gene Ubriaco      | Birmingham South Stars  |
| 1983-84  | Tom Webster       | Tulsa Oilers            |